# Condado de Lincoln (Nevada)
El condado de Lincoln es un condado localizado en el estado estadounidense de Nevada. Desde el Censo del 2000 la población tiene alrededor de 4.165 habitantes. La sede se encuentra en Pioche.

## Historia
El condado de Lincoln fue establecido territorio en 1866 después de que Nevada negase su límite estatal hacia el este y hacia el sur a cargo de los territorios de Utah y Arizona. El nombre fue atribuido al 16º presidente de los Estados Unidos Abraham Lincoln. La legislación original mandó la creación de "Stewart County", poco después de que estuviera el senador de Nevada William M. Stewart, sin embargo poco después fue sustituido en un proyecto de leyes del estado. Crystal Springs fue uno de los primeros condados de 1866, seguidos de Hiko en 1867 y Pioche en 1871.

## Geografía
Según la Oficina del Censo, el condado tiene un área total de 27,549 km² (10,637 mi²). 27,541 km² (10,634 mi²) de tierra y 8 km² (3 mi²) totales (el 0.03 %) son de agua. Es el tercer condado más grande de Nevada y el séptimo más grande de Estados Unidos, sin incluir los boroughs de Alaska.

### Carreteras Principales
- U.S. Route 93
- Ruta Estatal de Nevada 318
- Ruta Estatal de Nevada 319
- Ruta Estatal de Nevada 375 (Carretera Extraterrestre)

### Condados fronterizos
- Condado de White Pine - norte
- Condado de Nye - oeste
- Condado de Clark - sur
- Condado de Mohave, Arizona - sudeste
- Condado de Washington, Utah - este
- Condado de Iron Utah - este
- Condado de Beaver, Utah - este
- Condado de Millard, Utah - noreste

## Educación

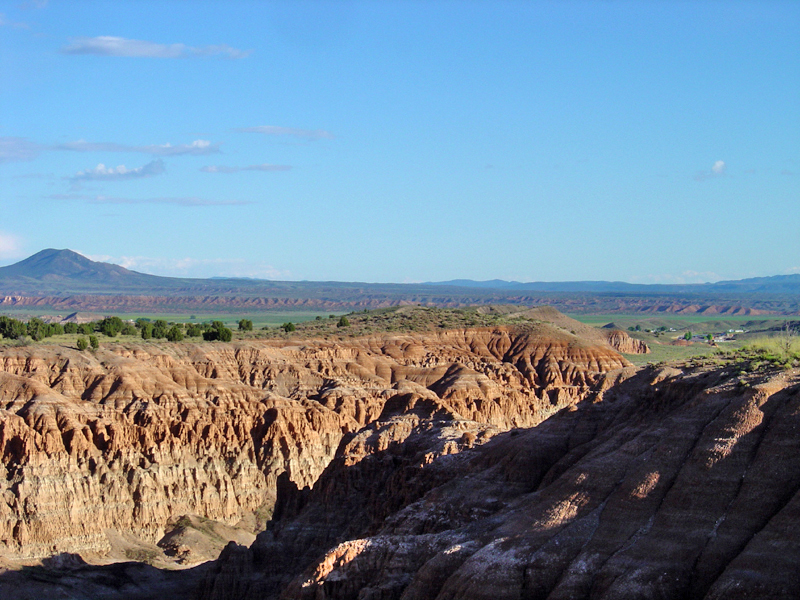
Cathedral Gorge State Park, cerca de Panaca

Las escuelas públicas del Condado de Lincoln están bajo el Distrito escolar del Condado de Lincoln. Las escuelas son:
- Escuela Elemental de Pioche
- Escuela Elemental de Caliente
- Escuela Elemental de Pahranagat Valley
- Escuela Elemental de Panaca
- Escuela secundaria de Meadow Valley
- Escuela secundaria de Middle School
- Instituto de Condado de Lincoln
- C. O. Instituto de Bastian
- Instituto de Pahranagat Valley

## Demografía
Según el censo de 2000, el condado cuenta con 4.165 habitantes, 1.540 hogares y 1.010 familias residentes. La densidad de población es de 0.0 hab/km² (0.4 hab/mi²). Hay 2.178 unidades habitacionales con una densidad promedio de 0.0 u.a./km² (0.0 u.a./mi²). La composición racial de la población es 91,50% Blanca, 1,78% Afroamericana o Negra, 1,75% Nativa americana, 0,34% Asiática, 0,02% Isleños del Pacífico, 2,69% de Otros orígenes y 1,92% de dos o más razas. El 5,31% de la población es de origen Hispano o Latino cualquiera sea su raza de origen.
De los 1.540 hogares, en el 29.0% de ellos viven menores de edad, 56,20% están formados por parejas casadas que viven juntas, 7,90% son llevados por una mujer sin esposo presente y 34,40% no son familias. El 31,30% de todos los hogares están formados por una sola persona y 16,10% de ellos incluyen a una persona de más de 65 años. El promedio de habitantes por hogar es de 2,48 y el tamaño promedio de las familias es de 3,15 personas.
El 30,10% de la población del condado tiene menos de 18 años, el 6,0% tiene entre 18 y 24 años, el 21,90% tiene entre 25 y 44 años, el 25,90% tiene entre 45 y 64 años y el 16,20% tiene más de 65 años de edad. La edad mediana es de 39 años. Por cada 100 mujeres hay 107,90 hombres y por cada 100 mujeres de más de 18 años hay 108,20 hombres.
La renta media de un hogar es de $31,979, y la renta media de una familia es de $45,588. Los hombres ganan en promedio $40,048 contra $23,571 para las mujeres. La renta per cápita es de $17,326. 16,50% de la población y 11,50% de las familias tienen entradas por debajo del nivel de pobreza.De la población total bajo el nivel de pobreza, el 19,60% son menores de 18 y el 17,40% son mayores de 65 años.

## Ciudades y pueblos
- Pioche (ciudad principal del condado)
- Caliente
- Carp
- Hiko
- Panaca
- Rachel
- Álamo
- Ash Springs
- Ursine
- Barclay
- Elgin
- Pony Springs
- Beaverdam
- Bennett Springs
- Dry Valley
- Mount Wilson